# 艾克森湖
54°10′14.55″N 12°43′29.61″E / 54.1707083°N 12.7248917°E
艾克森湖（德語：Eixener See），是德國的湖泊，位於該國東北部，由梅克倫堡-前波美拉尼亞州負責管轄，處於前波美拉尼亞-呂根縣，面積0.11平方公里，海拔高度18米，最大水深2米。